# Carlotta Gruitz
Carlotta Gruitz, o Gruis, (Messina, Itàlia, ca. 1814 - ?) fou una soprano italiana.
Va néixer a Messina al voltant de 1814, segons l'edat (22 anys) indicada a la inscripció del matrimoni que va contreure el 3 de juliol de 1836 amb el apuntador Carlo Fossa. En aquesta inscripció apareix amb el cognom Gruis. Era filla d'un llibreter d'origen alemany, instal·lat a Sicília.
La seva actuació l'any 1838 a Catània davant el rei de Sicília, Ferran II de les Dues Sicílies, fent el paper d'Adalgisa en Norma de Vincenzo Bellini. Poc després va interpretar al mateix teatre el paper principal de Lucia di Lammermoor de Gaetano Donizetti, el desembre de 1838. A partir d'aquell moment va tenir una carrera mantinguda al llarg d'un decenni a molts teatres italians, incloent-hi actuacions al Teatro San Carlo de Nàpols (1840) i al teatre Teatro alla Scala de Milà (1849).
Va actuar a Madrid, al Teatre Circo, l'any 1845, representant Lucrezia Borgia, Torquato Tasso i Roberto Devereux de Gaetano Donizetti. La mateixa temporada, però ja en 1846, va interpretar en el mateix teatre Anna la Prie de Vincenzo Battista. El mateix any va interpretar Irza (o Yrza) de Francisco Gómez de Laharran a la seva presentació a Madrid (s'havia estrenat prèviament a Xeres de la Frontera), en una sessió a benefici del tenor Enrico Tamberlick.
Va actuar al Gran Teatre del Liceu de Barcelona en les temporades 1848-1849 i 1849-1850, debutant amb Saffo de Giovanni Paisiello en la seva estrena a Catalunya i Espanya, el 26 de maig de 1849. El mateix va participar en una altra estrena, la del singspiel Der Freischütz (el caçador furtiu) de Carl Maria Von Weber, presentada per primer cop a Catalunya i Espanya, el 4 d'agost de 1849.
Va ser mare de les sopranos Amalia Fossa i Emilia Fossa, les quals també van cantar a Espanya.